# Premi Nacional d'assaig de les Lletres Espanyoles
El Premi Nacional d'Assaig de les Lletres Espanyoles (en castellà: Premio Nacional de Literatura en la modalidad de Ensayo) és un premi literari que atorga anualment el Ministeri de Cultura d'Espanya.
Premia la millor obra en la modalitat d'assaig escrita per un autor espanyol, en qualsevol de les llengües oficials de l'Estat, entre totes les obres d'aquest gènere publicades a l'Estat espanyol l'any anterior. Està dotat amb 15.000 euros. El jurat està presidit pel director general del Llibre i està format per 10 persones, entre elles el guanyador de l'any anterior i s'entrega el mes d'octubre.

## Guanyadors
- 1975: José Antonio Ibáñez-Martín, per Hacia una formación humanística. Objetivos de la educación en la sociedad científico-tecnológica
- 1976: Manuel Alvar López per Aragón, Literatura y ser histórico
- 1977: Rafael Montesinos Martínez per Bécquer, biografía e imagen
- 1978: Carlos Bousoño per El irracionalismo poético (El símbolo)
- 1979: Fernando Sánchez Dragó per Gárgoris y Habidis
- 1980: Andrés Amorós Guardiola per Introducción a la literatura
- 1981: José Luis Abellán García-González per Historia crítica del pensamiento español: del Barroco a la Ilustración
- 1982: Fernando Savater per La tarea del héroe
- 1983: Eugenio Trías Sagnier per Lo bello y lo siniestro
- 1984: No es va atorgar en aquesta modalitat
- 1985: No es va atorgar en aquesta modalitat
- 1986: No es va atorgar en aquesta modalitat
- 1987: José Antonio Maravall per La literatura picaresca desde la historia social
- 1988: Gabriel Albiac per La sinagoga vacía
- 1989: José Luis López Aranguren per Ética de la felicidad y otros lenguajes
- 1990: Agustín García Calvo per Hablando de lo que habla
- 1991: Martí de Riquer per Aproximació al Tirant lo Blanc
- 1992: Emilio Lledó Íñigo per El silencio de la escritura
- 1993: José Antonio Marina per Elogio y refutación del ingenio
- 1994: Rafael Sánchez Ferlosio per Vendrán más años malos y nos harán más ciegos
- 1995: Gonzalo Santonja Gómez-Agero, per Un poeta español en Cuba: Manuel Altolaguirre
- 1996: Luis González Seara per El poder y la palabra
- 1997: Alejandro Nieto García per Los primeros pasos del Estado Constitucional
- 1998: Jon Juaristi per El bucle melancólico
- 1999: Claudio Guillén per Múltiples moradas
- 2000: Javier Echeverría Ezponda per Los señores del aire: Telépolis y el Tercer Entorno
- 2001: Ángel González García per El resto: una historia invisible del arte contemporáneo
- 2002: José Álvarez Junco per Mater Dolorosa. La idea de España en el siglo XIX
- 2003: Daniel Innerarity per La transformación de la política
- 2004: Javier Gomá Lanzón per Imitación y experiencia
- 2005: No es va atorgar en aquesta modalitat
- 2006: Cèlia Amorós Puente per La gran diferencia y sus pequeñas consecuencias...para las luchas de las mujeres
- 2007: José María González García per La diosa Fortuna. Metamorfosis de una metáfora política
- 2008: Justo Beramendi per De provincia a nación
- 2009: Reyes Mate per La herencia del olvido
- 2010: Anjel Lertxundi, per Eskarmentuaren paperak
- 2011: Joan Fontcuberta, per La cámara de Pandora: la fotografí@ después de la fotografía
- 2012: Victòria Camps, per El gobierno de las emociones
- 2013: Santiago Muñoz Machado, per Informe sobre España. Repensar el estado o destruirlo
- 2014: Adela Cortina, per ¿Para qué sirve realmente la ética?
- 2015: José Manuel Sánchez Ron, per El mundo después de la revolución: la física de la segunda mitad del siglo XX
- 2016: Josep Maria Esquirol, per La resistencia íntima: ensayo de una filosofía de la proximidad[1]
- 2017: Gonzalo Pontón, per La lucha por la desigualdad: una historia del mundo occidental en el siglo XVIII[2]
- 2018: María Xesús Lama López, per Rosalía de Castro. Cantos de independencia e liberdade.
- 2019: Xosé Manuel Núñez Seixas, per Suspiros de España. El nacionalismo español 1808-2018[3]
- 2020: Irene Vallejo Moreu, per El infinito en un junco[4]
- 2021: Ramón Andrés, por Filosofía y consuelo de la música[5]
- 2022: Joan-Carles Mèlich Sangrà, per La fragilidad del mundo: Ensayo sobre un tiempo precario[6]
- 2023: Antonio Monegal Brancós, per Como el aire que respiramos: el sentido de la cultura[7]